# Desarrollo profesional

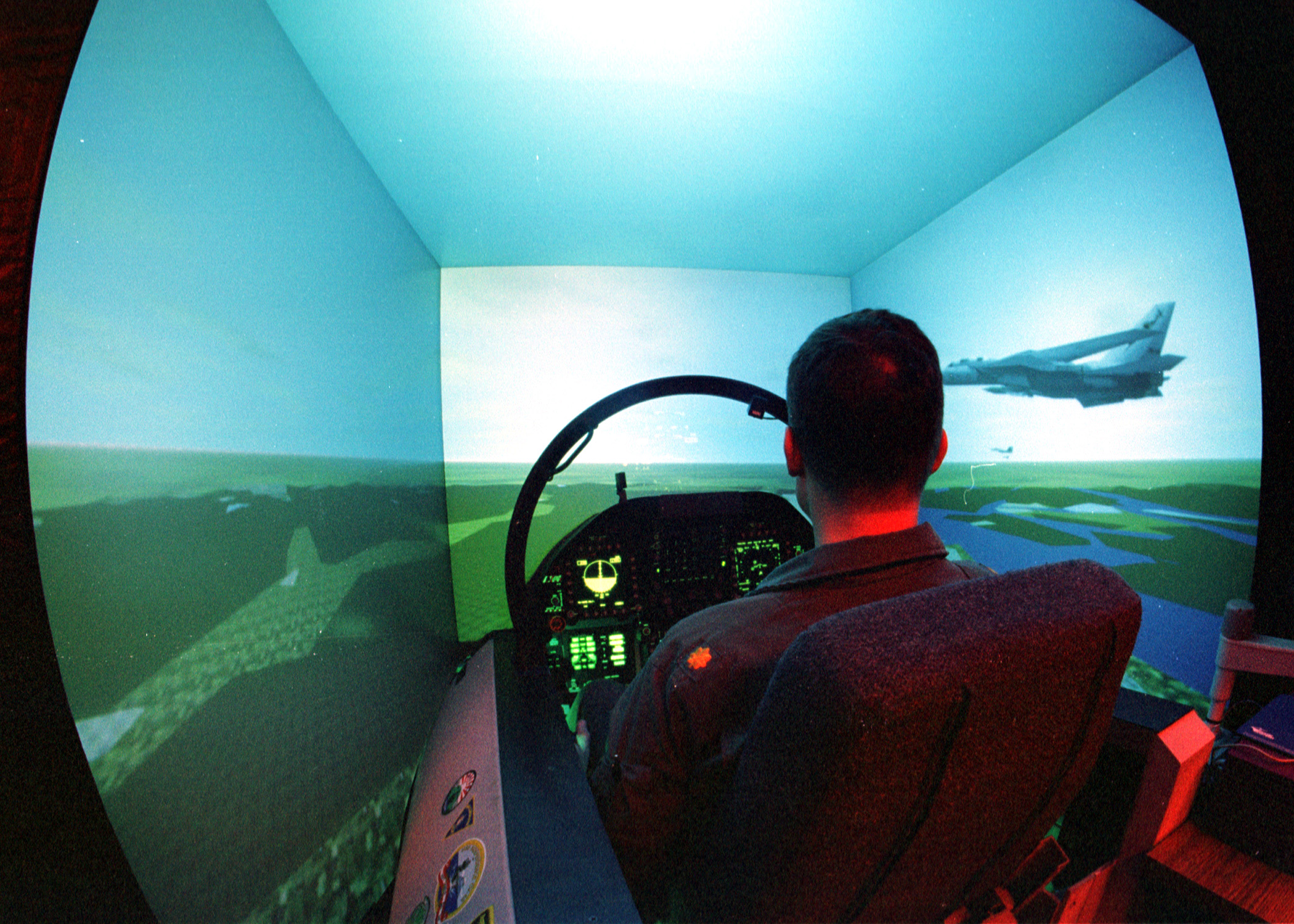
Piloto en un simulador de vuelo. Los pilotos de avión, después de completar su formación y comenzar su actividad de guiar aeronaves, deben realizar periódicamente actividades de desarrollo profesional en simuladores de vuelo para mantener su licencia.

El desarrollo profesional (professional development, que no debe confundirse con la formación profesional, professional education) es el aprendizaje que profundiza la formación en un campo profesional específico para el que la persona ya tiene un título académico, o desarrolla habilidades prácticas aplicables al trabajo con énfasis en la praxis además de las habilidades transferibles y el conocimiento académico teórico que se encuentran en la educación tradicional en artes liberales y ciencias puras. Se utiliza para obtener o mantener credenciales profesionales, como certificaciones profesionales o títulos académicos, a través de cursos formales en instituciones académicas, o asistiendo a conferencias y oportunidades de aprendizaje informal para fortalecer o adquirir nuevas habilidades.
Se considera ideal que el desarrollo profesional incorpore una etapa evaluativa. Existen bastantes enfoques para el desarrollo profesional, como la consulta, el coaching, las comunidades de práctica, el estudio de lecciones, el estudio de casos, el proyecto final, la tutoría, la supervisión reflexiva o la asistencia técnica. 

## Participantes
Muchas personas, como profesores, oficiales y suboficiales militares, profesionales sanitarios, arquitectos, abogados, contables e ingenieros, dan pasos para desarrollarse profesionalmente. Pueden hacerlo por estar interesadas en la educación permanente (lifelong learning) o la formación continua (continuing education), por un sentido de obligación moral, para mantener y mejorar sus competencias profesionales, para progresar profesionalmente (obtener un ascenso, cobrar más, conseguir un trabajo mejor), para mantenerse al día con las nuevas tecnologías y prácticas, o para cumplir con los requisitos reglamentarios profesionales. 
En la formación del personal escolar en los Estados Unidos, «la necesidad de desarrollo profesional... pasó a primer plano en la década de 1960». Muchos estados de Estados Unidos tienen requisitos de desarrollo profesional para los docentes escolares. Por ejemplo, los maestros de Arkansas deben completar 60 horas de actividades de desarrollo profesional documentadas anualmente.Los créditos de desarrollo profesional reciben nombres diferentes de un estado a otro. Por ejemplo, en Indiana los docentes deben obtener anualmente 90 Unidades de Renovación Continua (CRU por sus siglas en inglés);en Massachusetts, los docentes necesitan 150 Puntos de Desarrollo Profesional (PDP);y en Georgia, los docentes deben obtener 10 Unidades de Aprendizaje Profesional (PLU por sus siglas en inglés). Las enfermeras estadounidenses y canadienses, así como las del Reino Unido, tienen que participar en programas de desarrollo profesional formal e informal (obteniendo créditos basados en la asistencia a cursos educativos acreditados por una agencia reguladora) para mantener su registro profesional.  

## Planteamientos
En un sentido amplio, el desarrollo profesional puede incluir tipos formales de formación profesional, por ejemplo una capacitación postsecundaria o politécnica que conduce a la calificación o credencial requerida para obtener o conservar un empleo. También puede adoptar la forma de programas de formación previos al servicio —por ejemplo un curso de formación para funcionarios que han aprobado una oposición (examen)— o durante el servicio. Estos programas pueden ser formales o informales, grupales o individualizados. Las personas pueden buscar desarrollo profesional de forma independiente o los departamentos de recursos humanos pueden ofrecerles programas. El desarrollo profesional en el trabajo puede mejorar cualesquiera habilidades, como las "habilidades de funcionamiento en equipo" o las "habilidades de pensamiento sistémico". 
El desarrollo profesional es análogo, en el plano laboral, al crecimiento personal, que se lleva a cabo en el plano privado. De hecho, el desarrollo profesional también se conoce como "crecimiento profesional".
Las oportunidades de desarrollo profesional pueden ir desde un simple taller hasta un curso académico de un semestre de duración, pasando por servicios de una combinación de diferentes proveedores de desarrollo profesional y que varían ampliamente con respecto al planteamiento, el contenido y el formato de las materias impartidas. Enfoques para el desarrollo profesional pueden ser: 
- Método de estudio de casosː consiste en presentar a los estudiantes un caso, poniéndolos en el papel de un tomador de decisiones frente a un problema (Hammond, 1976)  – Véase método de caso.
- Consulta : ayudar a una persona o un grupo de personas a aclarar y abordar preocupaciones inmediatas siguiendo un proceso sistemático de resolución de problemas.
- Coaching : mejorar las competencias de una persona en un área de habilidad específica proporcionándole un proceso de observación, reflexión y acción.
- Comunidades de práctica: para mejorar la práctica profesional mediante la participación en investigaciones y aprendizajes compartidos con personas que tienen un objetivo común.
- Estudio de lecciones: para resolver dilemas prácticos relacionados con la intervención o la instrucción a través de la participación con otros profesionales en el examen sistemático de la práctica.
- Mentoría: promover la conciencia y el perfeccionamiento individual de su propio desarrollo profesional proporcionando y recomendando oportunidades estructuradas de reflexión y observación.
- Supervisión reflexiva: para apoyar, desarrollar y, en última instancia, evaluar el desempeño de los empleados a través de un proceso de investigación que fomente su comprensión y la articulación de la lógica de sus propias prácticas.
- Asistencia técnica: para ayudar a las personas y sus organizaciones a mejorar ofreciendo recursos e información, apoyando la creación de redes y los esfuerzos de cambio.

El Informe sobre el desarrollo mundial de 2019 del Banco Mundial sobre el futuro del trabajo afirma que las posibilidades de desarrollo profesional para quienes están trabajando y desempleados, como el aprendizaje flexible en universidades o el aprendizaje para adultos, permiten que los mercados laborales se ajusten al futuro del trabajo.

## Inicial
El desarrollo profesional inicial (DPI) se define como «un período de desarrollo durante el cual un individuo adquiere un nivel de competencia necesario para operar como un profesional autónomo» (esto no quiere decir que tenga que ser un trabajador autónomo). El colegio profesional o equivalente puede reconocer la finalización exitosa del DPI mediante la concesión del estatus de colegiado (colegiación) o similar. Entre los ejemplos de organismos profesionales estadounidenses que exigen DPI antes de conceder el estatus profesional se encuentran el Instituto de Matemáticas y sus Aplicaciones,la Institución de Ingenieros Estructurales  y la Institución de Seguridad y Salud en el Trabajo (IOSH por sus siglas en inglés).

## Continuo
El desarrollo profesional continuo (DPC) o educación profesional continua es la educación continua que se obliga a recibir al profesional para garantizar que mantiene sus conocimientos y habilidades. Según el país, diferentes profesiones, como los pilotos de avión, pueden tener obligaciones de DPC. Algunos ejemplos son la Royal Institution of Chartered Surveyors, la American Academy of Financial Management, los profesionales de la seguridad del International Institute of Risk &amp; Safety Management (IIRSM)  o la Institución para la Seguridad y Salud en el Trabajo, y los profesionales médicos y legales, que están sujetos a requisitos de educación médica continua o educación legal continua, que varían según la jurisdicción.
Las autoridades de DPC en el Reino Unido incluyen la Oficina de Normas de DPC  que trabaja en asociación con el Instituto DPC, y también el Servicio de Certificación de DPC. Por ejemplo, el DPC del Instituto de Ingenieros de Carreteras está aprobado por la Oficina de Normas del DPC, y el DPC del Instituto Colegiado de Carreteras y Transporte está aprobado por el Servicio de Certificación del DPC.
Una revisión sistemática publicada en 2019 por la Colaboración Campbell encontró poca evidencia de la eficacia de este desarrollo profesional continuo.